# 高野朱華
高野 朱華（たかの あやか、1988年5月19日 - ）は、日本の女優、声優。

## 出演作品

### テレビアニメ
- デビルマンレディー（湯浅真由）

### 吹き替え
- ハリー・ポッターシリーズ（ジニー・ウィーズリー）
  - ハリー・ポッターと秘密の部屋[1]
  - ハリー・ポッターとアズカバンの囚人
  - ハリー・ポッターと炎のゴブレット
  - ハリー・ポッターと不死鳥の騎士団
  - ハリー・ポッターと謎のプリンス[2]
  - ハリー・ポッターと死の秘宝 PART1
  - ハリー・ポッターと死の秘宝 PART2
- ライオン・キング2 シンバズ・プライド（キアラ〈幼年期〉）